# Leśnica (gmina)
Leśnica (niem. Gemeinde Leschnitz) – gmina miejsko-wiejska w województwie opolskim, w powiecie strzeleckim. W latach 1975–1998 gmina położona była w województwie opolskim. W 2006 roku w gminie wprowadzono język niemiecki jako język pomocniczy.
Siedziba gminy to Leśnica.
Według danych z 31.12.2017 roku gminę zamieszkiwało 7 751 osób.

## Struktura powierzchni
Według danych z roku 2002 gmina Leśnica ma obszar 94,63 km², w tym:
- użytki rolne: 75%
- użytki leśne: 14%

Gmina stanowi 12,71% powierzchni powiatu.

## Demografia

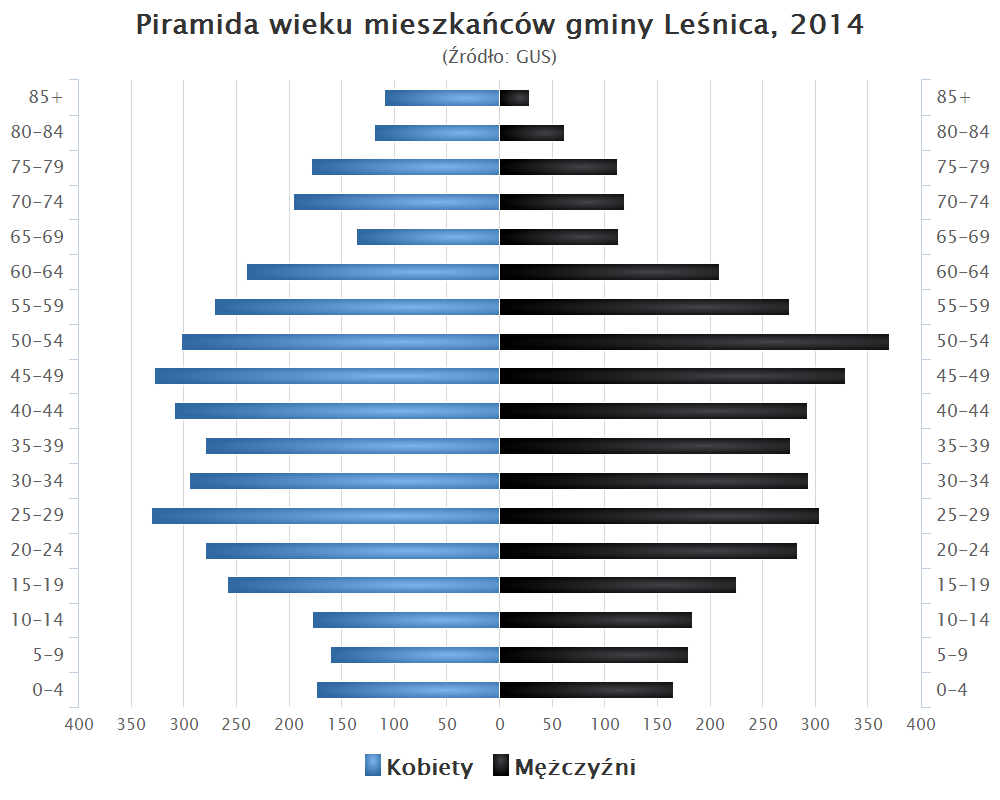
Piramida wieku mieszkańców gminy Leśnica w 2014 roku

Dane z 31 grudnia 2017 roku
| Opis                              | Ogółem | Ogółem | Kobiety | Kobiety | Mężczyźni | Mężczyźni |
| --------------------------------- | ------ | ------ | ------- | ------- | --------- | --------- |
| jednostka                         | osób   | %      | osób    | %       | osób      | %         |
| populacja                         | 7 751  | 100    | 4 007   | 51,7    | 3 744     | 48,3      |
| gęstość zaludnienia (mieszk./km²) | 83     | 83     | 43      | 43      | 40        | 40        |

## Miejscowości
- Czarnocin
- Dolna
- Góra Świętej Anny
- Kadłubiec
- Krasowa
- Leśnica
- Lichynia
  - Granica (należy do Lichyni)
- Łąki Kozielskie
- Poręba
- Raszowa
  - Kurzawka (należy do Raszowej)
- Wysoka
- Zalesie Śląskie

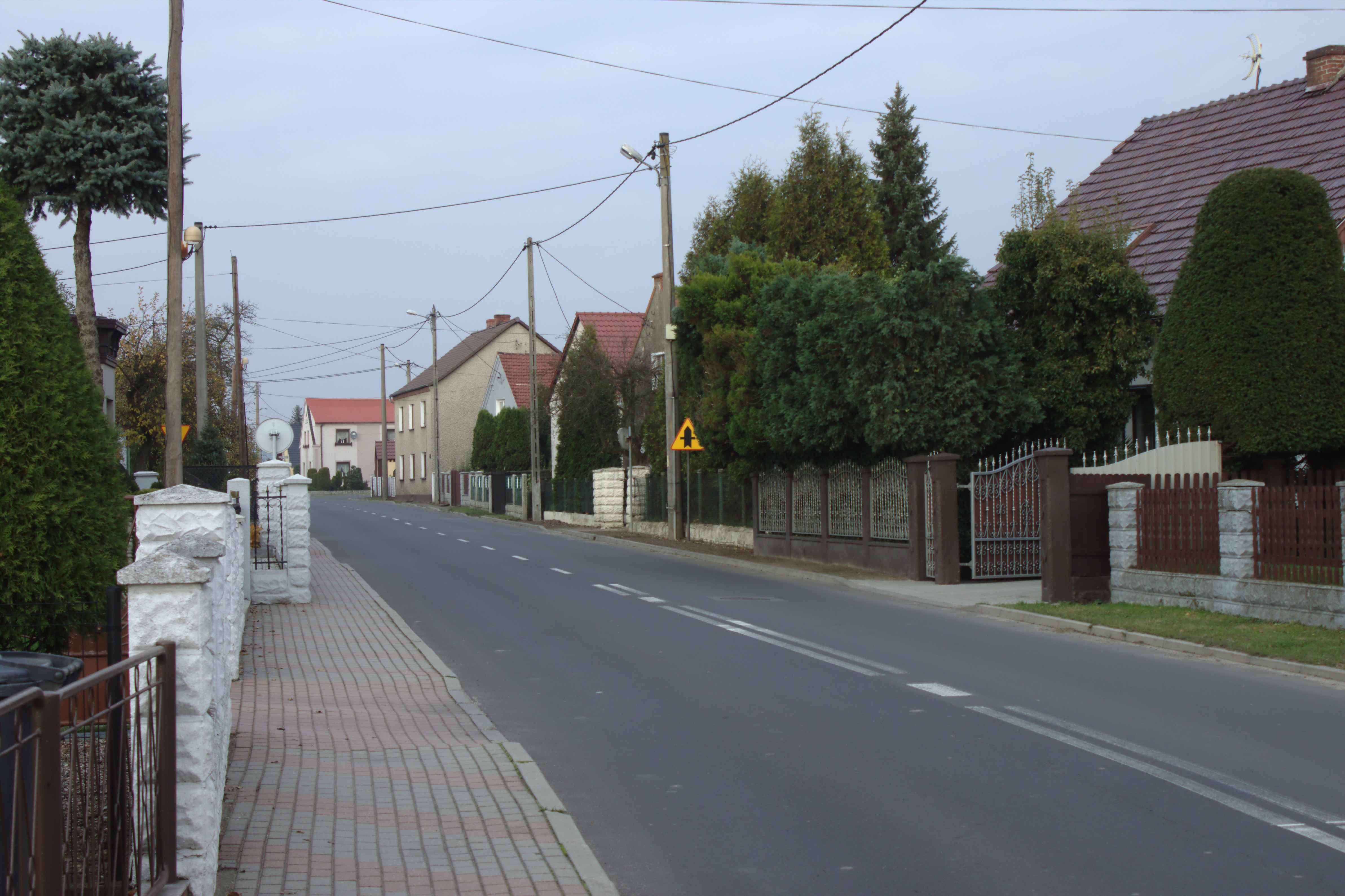
Raszowa, ulica

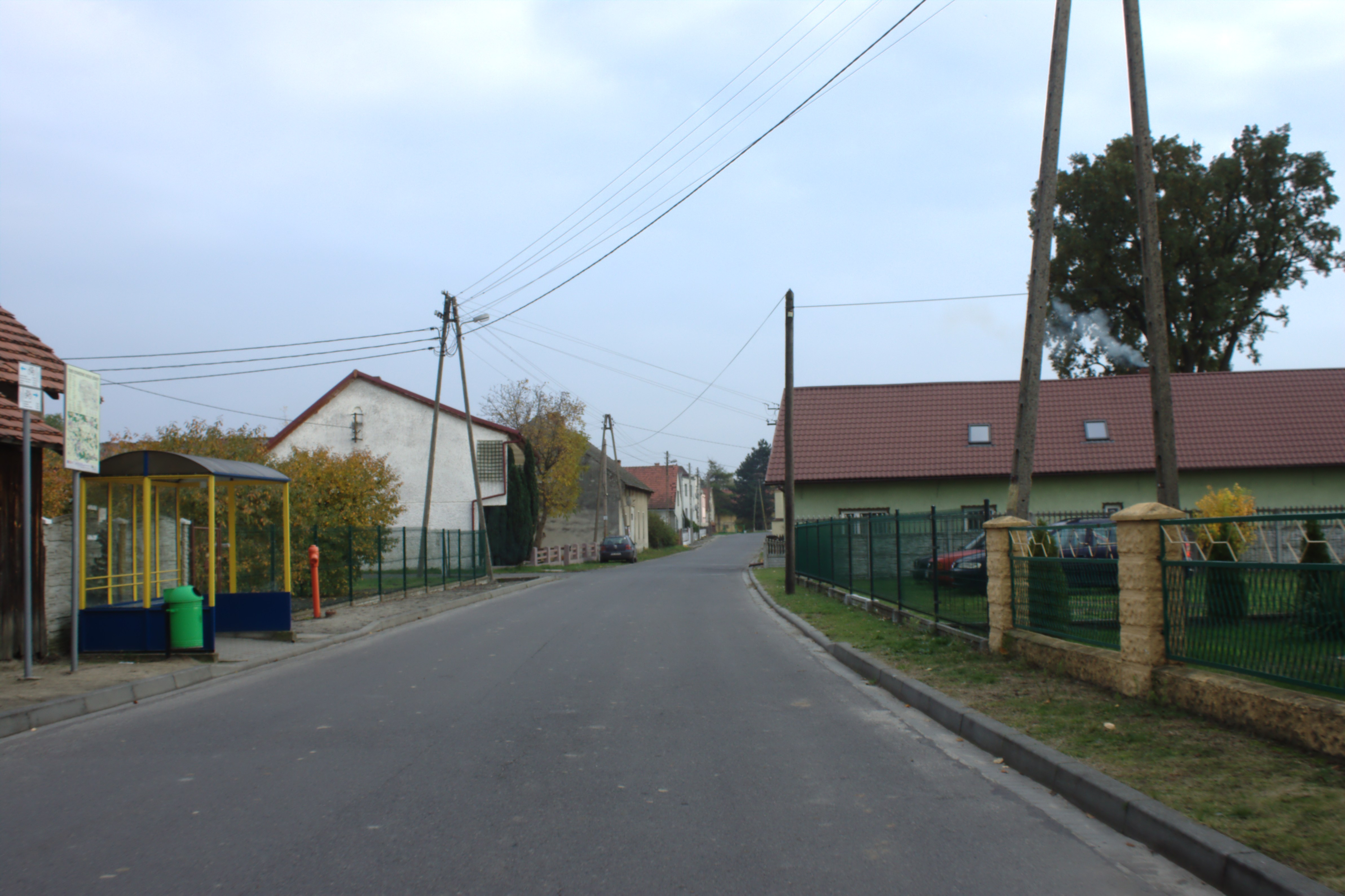
Krasowa, ulica

  - Popice (należą do Zalesia Śląskiego)

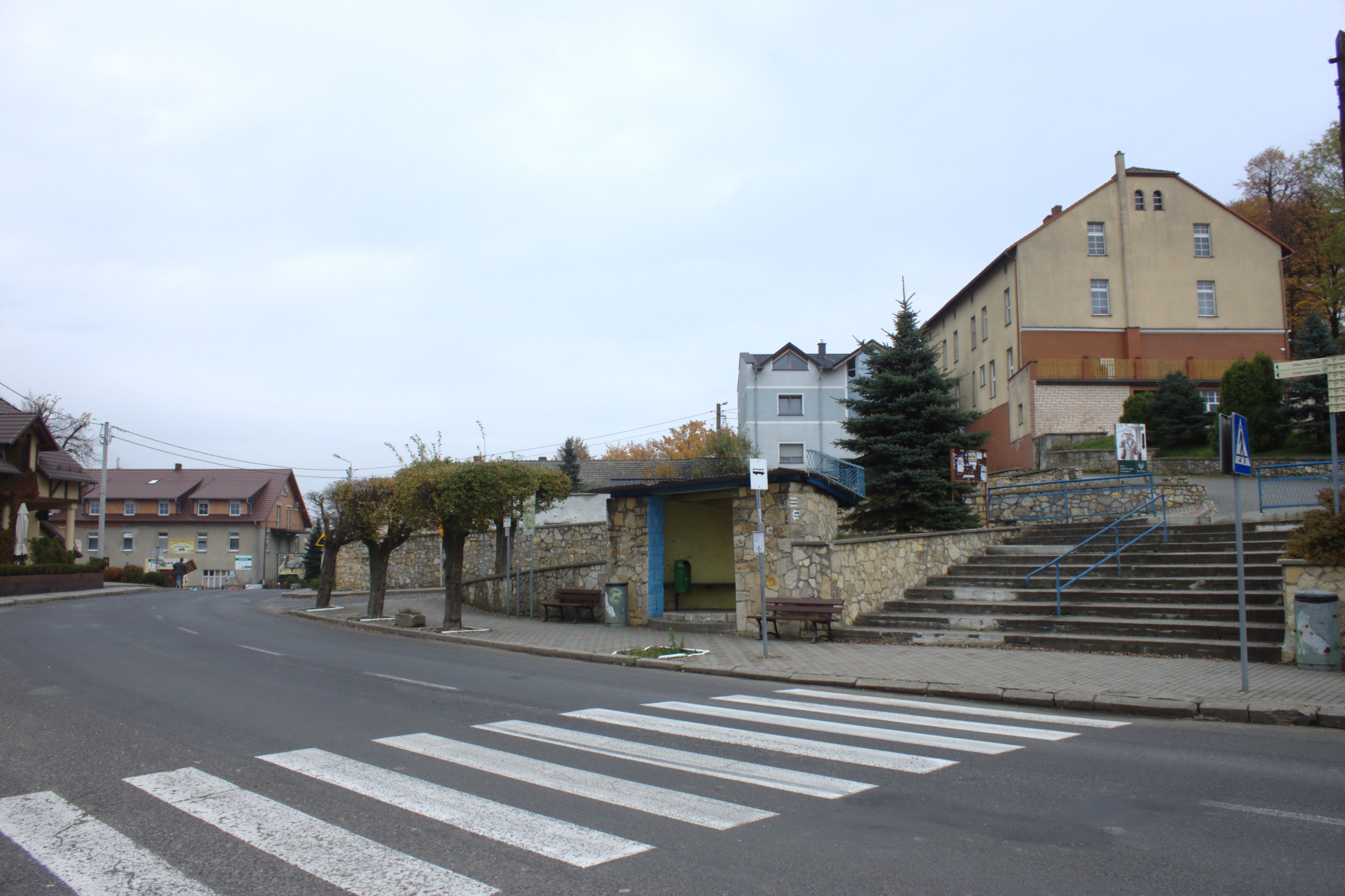
Góra Świętej Anny, ulica

## Sąsiednie gminy
Kędzierzyn-Koźle, Strzelce Opolskie, Ujazd, Zdzieszowice